# Folke Ekstedt
Folke Lennart Ekstedt, född 31 oktober 1932 i Falu Kristine församling, Kopparbergs län, död 14 februari 2005 i Bomhus församling, Gävleborgs län, var en svensk militär.

## Biografi
Ekstedt gjorde sin militära grundutbildning vid Arméns fallskärmsjägarskola. Han avlade officersexamen vid Krigsskolan 1959 och utnämndes samma år till fänrik vid Jämtlands fältjägarregemente, varefter han 1961 tjänstgjorde i FN:s fredsbevarande styrkor i Kongo, 1963–1964 gick arméflygutbildning och 1966–1967 var flygchef vid Artilleriflygskolan. Han befordrades till kapten vid Jämtlands fältjägarregemente 1967 och var armésamverkansofficer vid Södermanlands flygflottilj 1969–1971. År 1972 befordrades han till major, varpå han var detaljchef vid Flygdelen i Artilleriavdelningen vid Arméstaben 1972–1975 och utbildningschef vid Arméns helikopterskola 1975–1979. År 1979 befordrades han till överstelöjtnant, varefter han 1979–1988 var chef för Arméns helikopterskola (namnändrad till Norrbottens arméflygbataljon den 1 januari 1980) och 1986 befordrades till överste. Han var befälhavare för Kalix försvarsområde 1988–1991, befordrades 1989 till överste av första graden och var chef för Hälsinge regemente 1991–1992.
Folke Ekstedt var son till civilingenjör Folke Ekstedt och Anna Svedberg. Han gifte sig 1966 med Kristina Blombäck (född 1942). Ekstedt är gravsatt på Skogskyrkogården i Gävle.